# Nassaulaan 9-11 (Baarn)
Het dubbele woonhuis Nassaulaan 9-11 is een gemeentelijk monument in de Transvaalwijk van Baarn in de provincie Utrecht.
Het huis werd gebouwd rond 1900. Links in de symmetrische voorgevel is een inpandige portiek. Middels een Dorische zuil wordt de ingang in tweeën gesplitst. Op de verdieping is een nis tussen twee vensters. Het witte pand heeft imitatievoegen in de voorgevel.